# Aurícula (botânica)

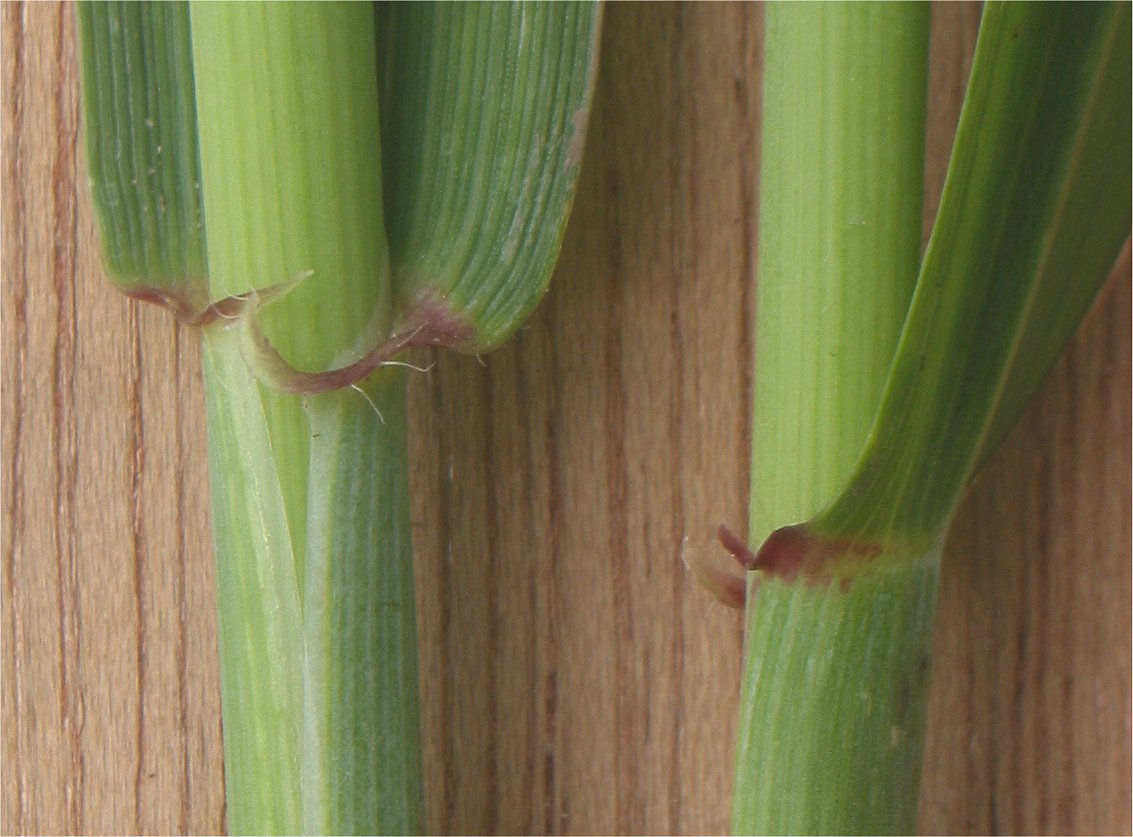
Aurículas no trigo (Triticum aestivum).

Em botânica, aurícula é um lóbulo foliáceo, normalmente de pequeno tamanho, situado na base do limbo, junto ao pecíolo, que pela sua forma, se assemelha a uma orelha.  
Um órgão que tenha uma aurícula diz-se auriculado. 